# No Exit (album Blondie)
No Exit è un album del gruppo Blondie pubblicato nel 1999.

## Tracce
1. Screaming Skin – 5:35 (Ashby, Foxx, Harry, Stein)
2. Forgive and Forget – 4:31 (Stein)
3. Maria – 4:51 (Destri)
4. No Exit – 4:51 (Ashby, Coolio, Destri, Harry, Stein)
5. Double Take – 4:12 (Harry, Stein)
6. Nothing Is Real but the Girl – 3:13 (Destri)
7. Boom Boom in the Zoom Zoom Room – 4:08 (Ashby, Burke, Freeman, Harry, Valentine)
8. Night Wind Sent – 4:40 (Ashby, Foxx, Harry, Stein)
9. Under the Gun (For Jeffrey Lee Pierce) – 4:09 (Stein)
10. Out in the Streets – 3:03 (Barry, Greenwich)
11. Happy Dog (For Caggy) – 3:24 (Ashby, Harry, Stein)
12. The Dream's Lost on Me – 3:19 (Ashby, Harry, Stein)
13. Divine – 4:14 (Burke, Valentine)
14. Dig up the Conjo – 4:55 (Destri, Harry, Stein)

Tracce bonus (Stati Uniti e Canada, prima edizione)
1. Dreaming (Live 1998) – 3:22 (Harry, Stein)
2. Call Me (Live 1998) – 4:47 (Moroder, Harry)
3. Rapture (Live 1998) – 7:07 (Harry, Stein)

Tracce bonus (Australia)
1. Call Me (Live 1998) – 4:47 (Moroder, Harry)
2. Rapture (Live 1998) – 7:07 (Harry, Stein)
3. Heart of Glass (Live 1998) – 6:49 (Harry, Stein)

Tracce bonus (Germania e Regno Unito, edizione da 2 CD)
Disco 2
1. Call Me (Live 1998) – 4:47 (Moroder, Harry)
2. Rapture (Live 1998) – 7:07 (Harry, Stein)
3. Dreaming (Live 1998) – 3:22 (Harry, Stein)
4. Heart of Glass (Live 1998) – 6:49 (Harry, Stein)

Tracce bonus (Sudafrica e ristampa 2001 Regno Unito)
1. Hot Shot – 3:46 (Borusiewicz, Kahn)
2. Rapture (Live 1998) – 7:07 (Harry, Stein)
3. Heart of Glass (Live 1998) – 6:49 (Harry, Stein)

Traccia bonus (Giappone)
1. Hot Shot – 3:46 (Borusiewicz, Kahn)

## Formazione
- Debbie Harry - voce
- Chris Stein - chitarre
- Clem Burke - batteria
- Jimmy Destri - tastiere

### Altri musicisti[4]
- Coolio - voce nella traccia 4
- Leigh Foxx - basso

- Robert Aaron - sassofono baritono e tenore, flauto
- Romy Ashby - cori
- Paul Carbonara - chitarra
- James Chance - sassofono
- Rick Davies - trombone
- Donna Destri - cori
- Candy Dulfer - sassofono
- Ken Fradley - tromba
- Helen Hooke - violino
- Dave Ironside - sassofono
- Theo Kogan - cori
- Frank Pagano - percussioni
- Jeffrey Lee Pierce - cori
- Cassell Webb - cori, assistenza alla produzione
- Nancy West - cori

## Classifiche
| Paese            | Posizione più alta |
| ---------------- | ------------------ |
| Austria          | 20                 |
| Belgio (Fiandre) | 45                 |
| Canada           | 34                 |
| Francia          | 25                 |
| Germania         | 18                 |
| Grecia           | 2                  |
| Irlanda          | 10                 |
| Paesi Bassi      | 80                 |
| Portogallo       | 6                  |
| Regno Unito      | 3                  |
| Stati Uniti      | 18                 |
| Spagna           | 4                  |
| Svezia           | 36                 |
| Svizzera         | 21                 |